# Jim Webb
Pour les articles homonymes, voir James Webb et Jimmy Webb (homonymie).
James Henry Webb Jr., dit Jim Webb, né le 9 février 1946 à Saint-Joseph (Missouri), est un homme politique américain.
Vétéran de la guerre du Viêt Nam et écrivain, il est secrétaire adjoint à la Défense de 1984 à 1987, puis secrétaire à la Marine de 1987 à 1988, sous la présidence de Ronald Reagan. Membre du Parti républicain, Webb rejoint le Parti démocrate en 2006 et entre l'année suivante au Sénat des États-Unis pour la Virginie. Il ne se porte pas candidat à sa réélection en 2012, mais se présente quatre ans plus tard sans succès aux primaires présidentielles.

## Biographie

### Études et début de carrière
Il est descendant de protestants irlandais d'Ulster arrivés en Amérique du Nord dans le courant du XVIIIe siècle, il écrit d'ailleurs un livre en 2004, Born Fighting: How the Scots-Irish Shaped America racontant l'histoire de ses ancêtres et montrant qu'ils avaient participé à toutes les guerres majeures des États-Unis. James Web est le fils d'un officier de l'armée de l'air américaine qui est pilote de bombardier pendant la Seconde Guerre mondiale puis qui ravitaille Berlin pendant le blocus de 1948. La famille suit le père dans ses différentes affectations aux États-Unis et en Angleterre.
James Webb entre à l'Académie navale d'Annapolis dont il sort diplômé en 1968 (il est de la même promotion qu'Oliver North et Michael Mullen le chef d'État-Major des armées américaines depuis 2007). Il intègre ensuite le United States Marine Corps jusqu'en 1972. Webb est officier d'infanterie et est décoré à plusieurs reprises pour son action durant la guerre du Viêt Nam recevant entre autres la Navy Cross et la Silver Star.
De 1972 à 1975, Webb obtient un diplôme de droit à université de Georgetown à Washington. Il écrit durant ses années son premier livre Micronesia and U.S. Pacific Strategy.
De 1977 à 1981, il travaille dans l'équipe la Commission des vétérans à la Chambre des représentants. Durant cette période il est aussi avocat pro bono d'anciens combattants et enseigne à l'Académie navale. Il est critiqué en 1979 pour un article publié dans le Washingtonian titré "Women Can't Fight" (« Les femmes ne peuvent pas combattre »).

### Fonctions gouvernementales sous Reagan
De 1984 à 1987, sous la présidence de Ronald Reagan, Webb est secrétaire adjoint à la Défense chargé des réservistes. Webb cherche à réorganiser le corps des Marines. Il est très préoccupé par le désarroi dans lequel les Marines sont tombés après le Vietnam : usage de drogues, luttes raciales et baisse du moral au sein du Corps, lui donnant l'impression que les Marines ne sont plus la première force de combat des États-Unis. Pendant cette période, le corps des Marines a également été secoué par deux scandales : l'affaire d'espionnage Clayton Lonetree (où Lonetree est devenu le premier marine de l'histoire reconnu coupable d'espionnage) et le scandale de l'Irangate où le lieutenant-colonel des Marines Oliver North joue un rôle central.
De 1987 à 1988, secrétaire de la Marine, premier officier issu de l'Académie navale à occuper cette fonction. Il démissionne en 1988 après avoir refusé de réduire les effectifs de l'US Navy, souhaitant maintenir le plan « Marine de 600 navires».

### Années 1990-2000
Par la suite, Webb gagne sa vie comme écrivain et réalisateur de film. Il remporte un Emmy Award pour sa couverture sur PBS en 1983 des Marines à Beyrouth.
Le 30 mars 2003, il signe une tribune dans The New York Times [réf. nécessaire]. S'il a commis l'erreur de croire que les dirigeants irakiens auraient tiré les leçons de la première guerre du Golfe qui leur permettraient d'empêcher les troupes américaines de prendre Bagdad, la suite des évènements valide sa conclusion selon laquelle une longue guérilla serait le résultat probable d'une invasion américaine de l'Irak.
Durant la campagne présidentielle de 2004, en tant que vétéran du Vietnam, Webb évalue pour le quotidien USA Today les candidatures de John Kerry et George W. Bush. Il critique l'opposition de l'ancien vétéran Kerry à la guerre du Viêt Nam lors des années 1970, ainsi que Bush pour avoir bénéficié à l'époque des relations de son père lui évitant de servir au Vietnam. Webb le critique également pour avoir lancé l'invasion de l'Irak en 2003.
En 1994, il soutient le sénateur Charles Robb pour sa réélection en Virginie contre le candidat républicain et ancien de sa promotion à l'Académie navale, Oliver North, impliqué par ailleurs dans l'Irangate. Mais en 2000, il soutient le républicain George Allen, Jr. contre Robb et c'est contre ce même George Allen qu'il se présente en 2006.

### Élections au Sénat de 2006
Le 7 novembre 2006, au bout d'une campagne haineuse et indécise sur la fin, Jim Webb est élu sénateur de Virginie avec 49,55 % des voix face à George Allen, Jr. qui obtient 49,24 %, soit 7 200 voix d'écart. Ce dernier a concédé l'élection à son opposant sans demander légalement un nouveau décompte, malgré la faible marge de voix les séparant.
Webb a fait campagne sur le rejet de la guerre d'Irak mais aussi des délocalisations.
En 2008, la presse et une partie de l'électorat démocrate considéraient Jim Webb comme l'un des candidats à la vice-présidence possibles pour accompagner Barack Obama pour l'élection présidentielle américaine de novembre, ses états de service pouvant compenser le manque d'expérience reproché au candidat démocrate mais également le fait qu'il soit un élu d'un État du Sud. Le sénateur de Virginie n'a cependant apporté son soutien à aucun des deux candidats démocrates et a affirmé ne pas avoir de telles ambitions.
Après l'élection d'Obama et la décision de l'administration Obama de fermer le camp de Guantánamo, Webb s'est opposé, aux côtés de son homologue républicain, le sénateur Frank Wolf, à l'admission des détenus ouïghours de Guantanamo sur le sol américain. La Virginie compte en effet une communauté ouïghour importante, dont certains membres étaient prêts à accueillir les détenus. De façon générale, il s'oppose à tout procès fédéral des détenus de Guantanamo et à leur détention sur le territoire des États-Unis, s'accordant sur ce point avec le Parti républicain.
En août 2009, Webb obtient la libération de John Yettaw, un Américain emprisonné en Birmanie et condamné à 7 ans de travaux forcés pour avoir cherché à rencontrer Aung San Suu Kyi en résidence surveillée. Pendant son voyage il rencontre le général Than Shwe et Suu Kyi.
Le 9 février 2011, Webb annonce de manière inattendue qu'il ne se représente pas lors de l'élection sénatoriale de 2012.

### Campagne présidentielle de 2016

Logotype de Webb pour la campagne des primaires présidentielles de 2016.

Le 2 juillet 2015, il se présente aux primaires du Parti démocrate pour l'élection présidentielle de 2016.
Après avoir échoué à progresser dans les enquêtes d'opinion alors que les primaires sont dominées par Hillary Clinton et Bernie Sanders, il annonce renoncer à briguer l'investiture démocrate le 20 octobre 2015, plusieurs mois avant les caucus de l'Iowa, premier État à voter. Il annonce alors envisager de se présenter à l'élection présidentielle comme candidat indépendant. Le 11 février 2016, il annonce finalement qu'il ne sera pas candidat.
En mars 2016, il déclare qu'il ne votera pas pour Hillary Clinton, sortie victorieuse des primaires démocrates, lors de l'élection générale de novembre, et qu'il n'exclut pas de voter pour son adversaire républicain Donald Trump.

### Famille
Webb a été marié trois fois et a cinq enfants de ses différents mariages.
Il est d'abord marié à Barbara Samorajczyk, une avocate démocrate d'Annapolis qui a exercé des responsabilités locales dans le Maryland, le couple a eu une fille, Amy.
Il se remarie en 1981 avec Jo Ann Krubar, une lobbyiste pour les soins de santé qui l'assistera dans sa campagne sénatoriale en 2006. Ils ont trois enfants, Sarah, Jimmy et Julia. Jimmy est caporal d'infanterie dans les Marines. C'est alors qu'il sert en Irak que son père décide de se présenter aux élections sénatoriales en Virginie (il porte les rangers de son fils pendant toute sa campagne).
Webb est désormais marié à Hong Le Webb, une américaine d'origine vietnamienne, juriste d'entreprise. Hong Le est née dans le Sud Vietnam et s'est réfugiée aux États-Unis après la chute de Saïgon et a grandi à la Nouvelle Orléans. Le couple qui s'est rencontré en 1994, mais n'a commencé à se fréquenter qu'en 2002, a une fille, née en 2006. Webb parle le vietnamien.

## Publications
- (en) Fields of Fire, 1978, 457 p. (ISBN 0-553-58385-9)
- (en) A Sense of Honor, 1981, 308 p. (ISBN 1-55750-917-4)
- (en) A Country Such as This, 1983, 534 p. (ISBN 1-55750-964-6)
- (en) Something to Die For, 1992, 416 p. (ISBN 0-380-71322-5)
- L'empereur et le général [« The Emperor's General »] (trad. de l'anglais), 2000, 507 p. (ISBN 978-2-221-08863-0)
- (en) Lost Soldiers, 2002, 464 p. (ISBN 0-440-24091-3)
- (en) Born Fighting : How the Scots-Irish Shaped America, 2004, 369 p. (ISBN 0-7679-1688-3)
- (en) A Time to Fight : Reclaiming a Fair and Just America, 2008, 255 p. (ISBN 978-0-7679-2835-9 et 0-7679-2835-0)